# Chester Lake, Livingston Island
Chester Lake är en sjö i Antarktis. Den ligger på Livingston Island i Sydshetlandsöarna. Argentina, Chile och Storbritannien gör anspråk på området.